# Imagine Dragons (EP)
Imagine Dragons è il secondo EP del gruppo musicale statunitense Imagine Dragons, pubblicato nel 2009.
Il brano I Need a Minute è stato utilizzato nella sesta stagione della serie TV The Real World, mentre Cover Up è stato più volte utilizzato in alcuni spot televisivi. Cover Up è stata inserita come traccia bonus in alcune edizioni speciali del primo album della band, Night Visions.

## Tracce
1. I Need a Minute – 3:28
2. Uptight – 3:44
3. Cover Up – 4:20
4. Curse – 4:16
5. Drive – 4:32

## Formazione
- Dan Reynolds – voce
- Wayne Sermon – chitarra, cori
- Ben Mckee – basso, cori
- Andrew Tolman – batteria, percussioni
- Brittany Tolman – tastiera, cori